# Ken Vandermark
Ken Vandermark est un saxophoniste et clarinettiste de jazz américain, né le 22 septembre 1964 à Warwick dans l’État du Rhode Island aux États-Unis. Ken Vandermark est reconnu pour son implication dans la scène jazz de Chicago depuis le début des années 1990 en tant que leader de nombreuses formations ou par ses multiples collaborations. Son style de jeu mélange composition et improvisation lui permettant d'explorer toutes les palettes du jazz (du free jazz aux musiques improvisées) mais également de s'inscrire dans des formations noise rock ou de musiques expérimentales.

## Discographie
- Discographie sur Discogs